# Selgros

Selgros – Logo

Selgros (Eigenschreibweise: SELGROS) ist eine deutsche Großhandelskette. Die Niederlassungen gehören der Transgourmet Holding an, welche wiederum der Coop Schweiz angehört.
Transgourmet betreibt unter der Marke Selgros 87 Cash-&-Carry-Märkte in Deutschland (über Transgourmet Deutschland), Polen, Rumänien und Russland.  Dort wird gewerblichen Kunden ein Lebensmittel- und Non-Food-Sortiment mit rund 53.000 Artikeln angeboten.
Der Name Selgros ist ein Kofferwort aus den Begriffen Selbstbedienung und Grosshandel.

## Geschichte
Die Geschichte der OHG Selgros Gesellschaft für Großhandel mbH & Co mit Sitz in Deutschland beginnt 1948 mit der Eröffnung des ersten Agros Großhandels.
Der erste Selgros-Markt wurde 1959 in Offenbach am Main gegründet. Die Eröffnung des ersten Fegro-Marktes fand 1966 in Eschborn durch die F.W. Fertsch & Cie. GmbH statt.
1979 übernahm die Otto GmbH & Co KG Gesellschaftsanteile an der Fegro mit den Betriebsstätten in Eschborn und Rodgau, sowie Mannheim. 1986 wurden die Agros-Märkte in Hamburg, Metjendorf bei Oldenburg, Bochum, Duisburg, Hilden und Köln-Pesch übernommen, die dann in Fegro umbenannt wurden.
1989 fand eine Zusammenführung der Verwaltungen von Fegro und Selgros in einem Joint Venture unter der OHG Fegro/Selgros Gesellschaft für Großhandel mbH & Co. statt. Die Namen der Märkte blieben dabei erhalten, es kam lediglich zu einer Umfirmierung der Unternehmen. Die Gesellschafter des Gemeinschaftsunternehmens waren zu je 50 Prozent die Otto Group Hamburg und die Rewe Group in Köln. Am 13. März 2008 übernahm die Kölner Rewe Group rückwirkend zum 29. Februar 2008 den 50-prozentigen Anteil vom Joint-Venture-Partner Otto Group.
Am 27. Oktober 2008 vereinbarten die Handelskonzerne Rewe Group und Coop die Gründung eines gemeinsamen neuen Joint Ventures unter dem Namen Transgourmet Holding AG. Unter dem Dach der Transgourmet Holding werden fortan die internationalen Geschäftsbemühungen der beiden Unternehmen gebündelt. Im Einzelnen verwaltet die Holding die Aktivitäten der Selgros-Gruppe, der Rewe-Foodservice GmbH sowie der Transgourmet Schweiz AG. Am 10. Januar 2011 übernahm die Coop Genossenschaft die Transgourmet Holding zu 100 %.
2014 wurden die 14 Fegro-Märkte in Selgros-Märkte umgeflaggt und der Unternehmensname von Fegro/Selgros in Selgros geändert.

## Länder
Der Fokus der Expansionspläne von Selgros liegt auf den Märkten Osteuropas. Unter der Marke Selgros Cash & Carry ist das Unternehmen auch im Ausland Partner für gewerbliche Kunden.

### Selgros Deutschland
Bei Selgros handelt es sich um eine Marke der Transgourmet Deutschland.

### Selgros Polen
Selgros begann am 1. Juli 1997 mit der Eröffnung des ersten Selgros Cash & Carry-Marktes in Posen (Polen). Mittlerweile betreibt Selgros 17 Märkte in Polen. Transgourmet Polska verwaltet heute die Läden.

### Selgros Rumänien
Im Jahre 2001 begann Fegro/Selgros mit dem Markteintritt in Rumänien. Am 29. Mai wurde der erste Selgros Cash & Carry-Großhandelsmarkt in Brașov eröffnet, worauf bis heute weitere 20 Märkte folgten. Die Zentralverwaltung der Selgros Cash&Carry SRL befindet sich in Brașov.

### Selgros Russland
Am 18. Dezember 2008 wurde der erste russische Selgros-Markt in Kotelniki eröffnet. Auf über 10.000 m² Verkaufsfläche bietet Selgros Cash & Carry ein umfangreiches Sortiment. Der zweite Markt wurde in Rjasan im März 2009 und der dritte Markt im März 2010 in Vnukovo eröffnet. Bis heute hat Fegro/Selgros insgesamt acht Cash & Carry Märkte in Moskau und den Regionen der Russischen Föderation eröffnet.
Aufgrund des russischen Überfalls auf die Ukraine im Jahr 2022 hat sich Transgourmet für ein Management-Buy-out von Selgros Russland, unter Vorbehalt der Zustimmung durch die russische Kartellbehörde, entschieden.